# امیلیو بونیفاسیو
امیلیو بونیفاسیو (اسپانیایی: Emilio Bonifácio‎؛ زادهٔ ۲۳ آوریل ۱۹۸۵) بازیکن بیس‌بال اهل جمهوری دومینیکن است.
وی در مسابقات کشوری و بین‌المللی در مجموع برندهٔ ۱ مدال برنز شده‌است.